# Дати дорогу

Знак 2.1. "Дати дорогу"

Да́ти доро́гу — вимога до учасника дорожнього руху не продовжувати або не відновлювати рух, не здійснювати будь-яких маневрів (за винятком вимоги звільнити займану смугу руху), якщо це може примусити інших учасників дорожнього руху, які мають перевагу, змінити напрямок руху або швидкість.